# Max Beer (Leichtathlet)
Max Beer (* 15. September 1912 in Hosenruck; † 19. Dezember 1995 in Bern) war ein Schweizer Leichtathlet und Marathonläufer.
Beer wuchs auf einem kleinen Bauernbetrieb in Hüttlingen im Kanton Thurgau auf. In Mettendorf gründete er mit Gleichgesinnten den «Turnverein Mettendorf». Auf seine Initiative hin wurden die Mettendorfer «Cross-Country-Läufe» ins Leben gerufen.
1931 nahm Beer am «Militärmarsch Solothurn» und im gleichen Jahr an den «Epreuves militaires de marche» teil, deren Marathon von Yverdon nach Lausanne führte und in dem Beer einen der vorderen Ränge belegte.
Beer gründete und organisierte mit seinen Freunden den Frauenfelder Militärwettmarsch, der am 27. Mai 1934 zum ersten Mal durchgeführt wurde und den Beer zweimal gewann. Als schweizerischer Marathonmeister nahm Beer an den Olympischen Sommerspielen 1936 in Berlin teil und belegte den 34. Rang.
Als gelernter Briefträger holte Beer auf dem zweiten Bildungsweg die Matura nach. An der Universität Bern machte er sein Anwaltsexamen und erwarb den Doktorgrad. Beer arbeitete in der Bundesverwaltung, im Handel und in der Industrie und führte viele Zentralsekretariate.
Mit seiner Frau Elsa, geborene Brawand, gründete er den «Max und Elsa Beer-Brawand-Fonds». Nachdem seine Frau 1990 verstorben war, lebte er später mit Josy von Martens zusammen. Für seine Verdienste wurde Beer mit der Würde eines Ehrensenators der Universität Bern ausgezeichnet.
Im Jahre 1982 ehrten ihn die Sportjournalisten als «Sportförderer des Jahres 1982».